# Gà so họng đen
Gà so họng đen hay gà so đồi (Arborophila torqueola) là loài chim thuộc họ Trĩ. Loài này phân bố ở Bhutan, Trung Quốc, Ấn Độ, Myanmar, Nepal và Việt Nam. Môi trường sống tự nhiên của loài này là các khu rừng ẩm thấp cận nhiệt đới hoặc nhiệt đới và rừng nhiệt đới ẩm.
Con trống có đỉnh đầu và phần mặt màu cam với đầu và họng có sọc màu đen. Con mái không có đỉnh đầu giống con trống nhưng cánh có nhiều đốm và phần dưới có nhiều sọc xám giống con trống.
Loài gà so này có bốn phân loài được phân biệt dựa trên sự khác biệt về đặc điểm của đầu con trống. Thức ăn của loài gà này là các loại hạt và các động vật không xương sống mà chúng bới được trong đống lá vụn. Loài gà này thường đi từng cặp hoặc từng bầy nhỏ dưới 10 cá thể gồm một nhóm gia đình gà.
Gà so đồi liên lạc với nhau thông qua tiếng kêu của con mái khi kiếm ăn. Các quần thể ở Ấn Độ sinh sản chủ yếu từ tháng tư đến tháng sáu. Mỗi lứa gà đẻ 3 đến 5 quả trứng nhưng cũng có thể tới 9 quả. Đối với gà được nuôi giữ, thời gian ấp trứng là 24 ngày còn gà hoang thì chưa ghi nhận được. Tổ của loài gà so đồi có hình bát. Dải cư trú của loài gà này từ phía tây Himalaya đến bắc Việt Nam. Đây là loài chưa bị đe dọa toàn cầu và phổ biến trong hầu hết dải cư trú.

## Hình ảnh

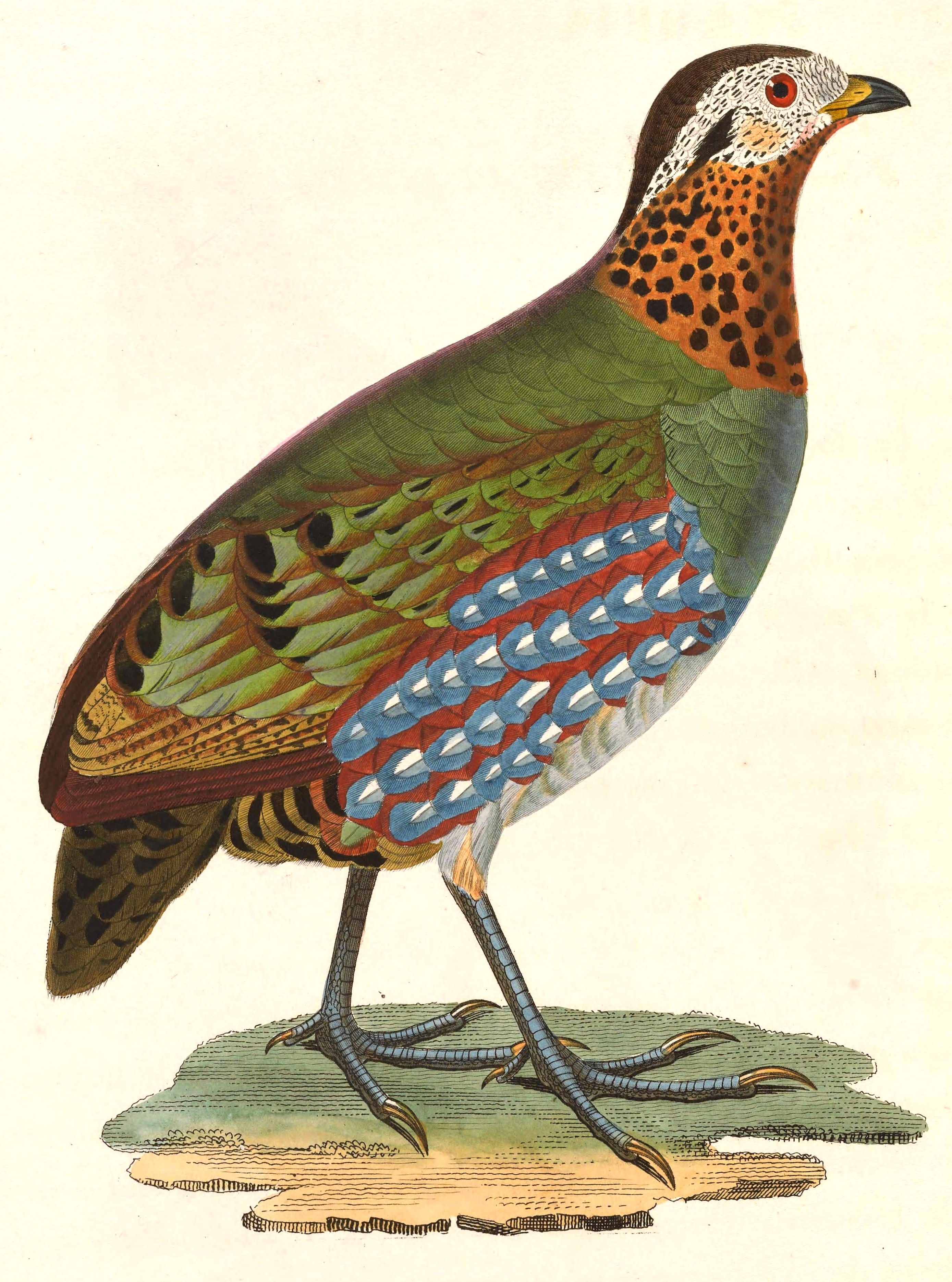
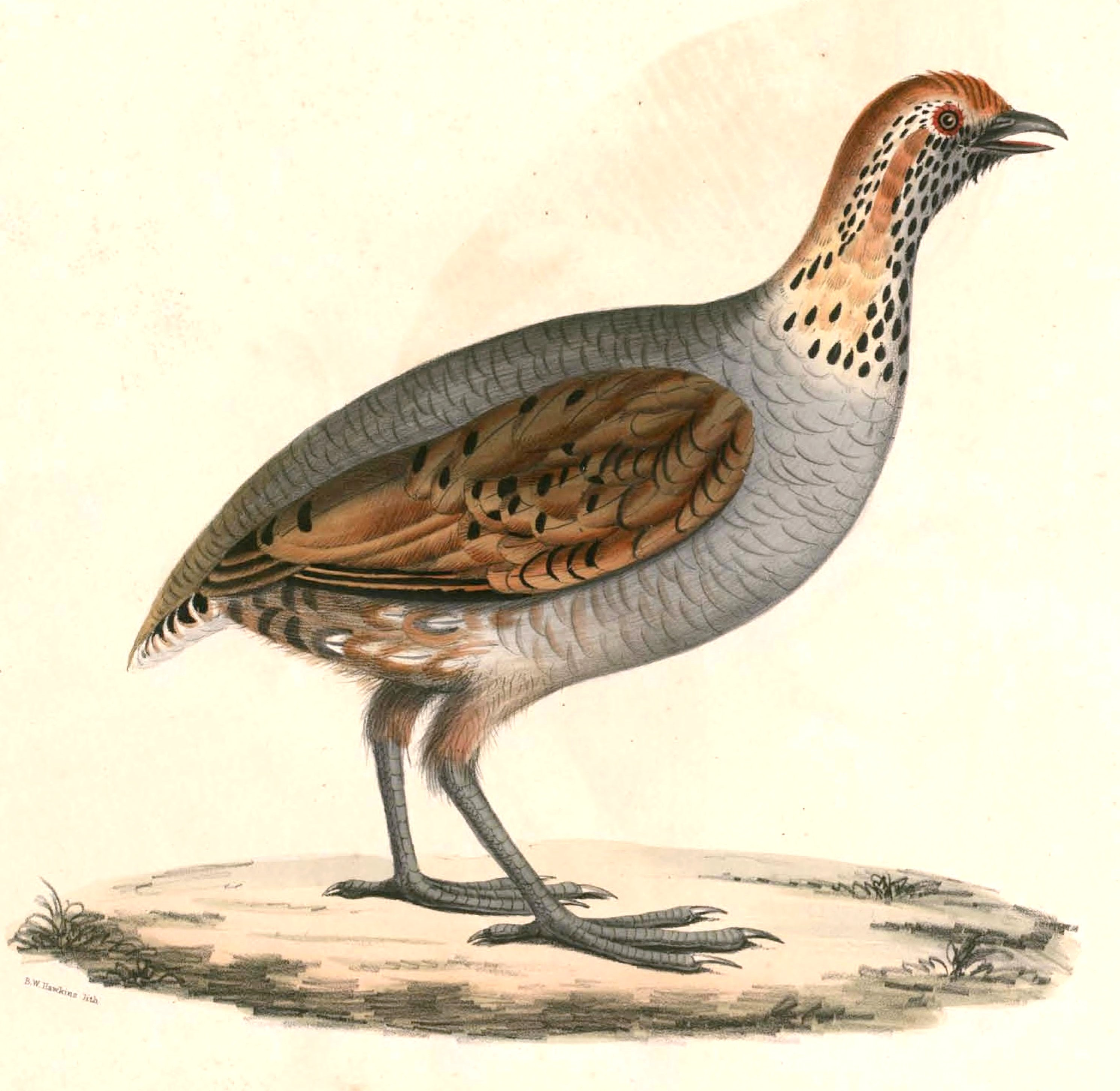